# Xenopipo atronitens
Xenopipo atronitens là một loài chim trong họ Pipridae.